# أحمد حلمي الهياتمي
اللواء أحمد حلمي الهياتمي محافظ مطروح وكانت قوى ثورية بالمحافظة قد طالبت بتغيير المحافظ السابق اللواء/ طه محمد السيد فاستجاب لذلك الرئيس محمد مرسي بعد زيارته مرسى مطروح.